# الدوري التونسي لكرة اليد 1989–90
الدوري التونسي لكرة اليد 1989-1990 هو الدورة 35 من الدوري التونسي لكرة اليد للرجال. شارك فيها 16 فريقا.

فاز بهذا الموسم النادي الإفريقي، وجاء ثانيا الترجي الرياضي التونسي.

## روابط خارجية
- الموقع الرسمي للجامعة التونسية لكرة اليد.